# Pony Poindexter
Norwood "Pony" Poindexter (8 février 1926, Nouvelle-Orléans, Louisiane - 14 avril 1988, Oakland, Californie) est un saxophoniste de jazz américain.

## Discographie
- Pony's Express (Epic, 1962)
- Pony Poindexter Plays the Big Ones (New Jazz, 1963)
- Gumbo! (New Jazz, 1963) with Booker Ervin
- Annie Ross & Pony Poindexter (Saba, 1966)
- Alto Summit (MPS, 1968)
- The Happy Life of Pony (Session, 1969)
- Pony Poindexter En Barcelona (Spiral, 1972 re-issue Wah Wah Records 2000)
- Poindexter (Inner City, 1976)

Avec Dexter Gordon
- Stella by Starlight (SteepleChase, 1966 [2005])

Avec  Jon Hendricks
- A Good Git-Together (Pacific, 1959)

Avec Lambert, Hendricks & Ross
- The Hottest Group in Jazz (Columbia, 1959–62)

Avec  Wes Montgomery
- Far Wes (Pacific Jazz, 1958–59)